# Вишня Олексій Федорович
Вишня Олексій Федорович — музикант, співак, звукорежисер, народився 18 вересня 1964 року в Ленінграді (сьогодні Санкт-Петербург).

## Біографія
Виховувався у сім'ї відставного співробітника ГРУ.
З дитинства був знайомий із досягненнями світової рок і попмузики, оскільки його батьки з кінця 50-х до початку 60-х працювали в Латинській Америці, звідки привезли велику колекцію платівок, а пізніше заохочували захоплення сина музикою, купуючи йому апаратуру.
У 12 років записався на курси кіномеханіків і фоторепортерів в Будинку техніки та профорієнтації (ДЮТ) Красногвардійського району, паралельно відвідуючи гурток акустики й звукозапису, викладачем якого навесні 1980 року став Андрій Тропілло, який взяв Вишню під своє заступництво і почав планомірно перетворювати гурток в справжню студію.
Олексій дебютував на рубежі 80-х в шкільній групі свого однокласника Михайла Табунова, а пізніше зібрав власну групу «Сантіменталь», з якою в лютому 1982 року вступив в Ленінградський рок-клуб.
Вишня асистував Тропілло з Гребєнщиковим на записі альбому «45» гурту «Кино». Коли влітку 1983 року перший склад гурту «Кино» розпався, він намагався об'єднатися з Олексієм Рибіним і першим барабанщиком «Кино» Олегом Валинським, але цей гурт залишився тільки в проєктах. У цей же період Черрі приєднався до Рок-клубу один. Восени того ж 1983 року Черрі за допомогою двох побутових магнітофонів записав свій студійний дебютний альбом, який назвав «Останній альбом». Альбом мав успіх у Ленінграді та Москві. Після виходу Віктора Цоя з „психушки“, де він „косив“ від радянської армії, запропонував йому з гітаристом Юрієм Каспаряном записати „черновий матеріал“ для наступного альбому «Кино», згодом, цей запис став відомим магнітоальбомом-бутлеґом, під назвою «46».
У 1984 році влаштував концерт гурту «Аквариум» в інституті ім. Бонч-Бруєвича, а також почав самостійно записувати всіх знайомих музикантів, використовуючи для цього власну квартиру на Охті, назвавши цю домашню студію «Jan Shiva» (або «Яншива Шела»). Восени 1984 року спродюсував альбом «Балет» гурту «КОФЕ».
У першій половині 1985 року Олексій записав два акустичних альбоми: «Третю Столицю» (Олександра Башлачьова) і «Сторонній предмет» («Акустичної комісії» — студійного дуету, до складу якого входили учасники «Акваріума» В'ячеслав Єгоров і Всеволод Гаккель). Цього ж року Вишнею були записані альбоми «Кино» — «Це не любов» (рос. Это не любовь; 1985), «КОФЕ» — «Баланс» (1986), «Об'єкт насмішок» — «Сміється ВІН — хто сміється останнім?» (1986), «Авіа» — «Життя і творчість композитора Зудов» (1986) і групи «Тест» — «Не прощу» (1987).
У 1986 році почав роботу над ще одним альбомом «Кино» („Это не любовь 2“), фрагменти якого в 1992 році з'явилися на збірнику «Невідомі пісні Віктора Цоя», що видала Маріанна Цой, а в 2020 році реалізований як окреме видання «Любовь – это не шутка» (разом з матеріалом, записаним у Вишні для фільму „Кінець канікул“, в тому ж році). Також записав акустичний дует Костянтина Кінчева («Алиса») і Юрія Наумова («Прохідний двір»), досі не виданий. У Москві давав концерт з лідером «Звуків Му» Петром Мамоновим.
У другій половині 1980-х Олексій Вишня регулярно з'являвся на сцені в програмах «Поп-механіки» Сергія Курьохіна і був звукорежисером його альбому «Введення в Поп-механіку» (1987)). У 1987 році співпрацював з групою «Міфи»: спродюсував два їхніх альбоми, «Міфологія» (1987) і «Бий, дзвін!» (1989), їздив з групою на гастролі як концертний звукорежисер.
У липні 1987 року записав свій другий повнометражний студійний альбом «Серце» (в 1995 році випущений обмеженим тиражем компанією «Hobbott ProLine»). В 1988 році записав спільний з екслідером гурту ДК Сергієм Жариковим альбом «Неприступна забудькуватість», адресований сумнозвісному товариству «Пам'ять».
У 1988 році звів матеріал майбутнього альбому «Кино» «Група крові», який миттєво поширився по країні, а також закінчив свою останню в 80-х продюсерську роботу, альбом «Хто тут?» групи «Петля Нестерова», створеної колишніми музикантами гурту «КОФЕ».
У 1988 році успіх спонукав його продовжити сценічну кар'єру, коли гастролюючи з гуртом «Міфи» по Сибіру, Олексій, замінюючи відсутнього з якихось причин виконавця, вийшов на сцену стадіону і заспівав щойно складену пісню «Я — черв'як», зірвавши шалені оплески. Протягом двох наступних років він регулярно гастролював по країні з півгодинною програмою, виступав на кінофестивалі в Києві та навіть розігрівав публіку на концертах підліткових кумирів «Ласкового мая». На виручені від концертів гроші, записав на студії Палацу Молоді (де до 1987-го сам працював звукорежисером) свій третій альбом «Танці на битому склі», в 1990-м виданий ленінградською «Мелодією».
У 1990-х роках Олексій композитор фонової музики і рекламних джинглів для телебачення. Брав участь в програмах «Музичний телефон» і «Телееффект», працював для студії «ТМ100» і знявся в цілій серії кліпів: «Ти не прийшла», «Біліючий лист» і «Хтось чекає», режисер всіх — Володимир Шевельков).
У 1992 році, за участю звукорежисера студії ЛДМ Олександра Казбекова, записав альбом «Ілюзії». В 1993 році зі змінним успіхом пише музику для популярних телевізійних артистів — його пісня «За пивом», наприклад, стала відома у виконанні кабаре-дуету «Академія».
З 1994 по 1996 роки Вишня співпрацював із театром ЛЕМ.

## Дискографія
- Останній альбом (1983)
- Серце (1987)
- Танці на битому склі (1989)
- Ілюзії (1992)
- Кривавий щелкунчик (1996)
- Сон моряка (1998)
- Політтехно (2003)

У складі гурту ДК
- Неприступна забудькуватість (1988)

Террі, Черрі, Свин
- Террі, Cherry, Свин (1985)